# Албрехт Евзебий Франц фон Кьонигсег-Ротенфелс
Албрехт Евзебий Франц фон Кьонигсег-Ротенфелс (на немски: Albrecht Eusebius Franz Graf von Königsegg-Rothenfels) от стария швабски благороднически род фон Кьонигсег е имперски граф на Кьонигсег-Ротенфелс (1709 – 1736) в Югозападна Бавария, императорски кемерер. Резиденцията му е двореца в Именщат в Алгой.

## Биография
Роден е на 4 януари 1669 година. Той е петият син на имперския вицеканцлер граф Леополд Вилхелм фон Кьонигсег-Ротенфелс (* 25 май 1630, Именщат; † 15 февруари 1694, Виена) и първата му съпруга Мария Поликсена фон Шерфенберг, дъщеря на граф Йохан Вилхелм фон Шерфенберг (1610 – 1647) и графиня Мария Максмилиана фон Харах-Рорау (1608 – 1662). Внук е на граф Хуго фон Кьонигсег-Ротенфелс (1596 – 1666, Именщат) и първата му съпруга графиня Мария Рената фон Хоенцолерн-Хехинген († 1637, Констанц). Потомък е на Йохан Георг фон Кьонигсег († 1622) и Кунигунда фон Валдбург фон Волфег-Цайл († 1604). Брат е на Йозеф Лотар фон Кьонигсег-Ротенфелс (1673 – 1751), императорски дипломат и фелдмаршал, и Хуго Франц фон Кьонигсег-Ротенфелс (1660 – 1720), епископ на Лайтмериц (1711 – 1720).
Албрехт фон Кьонигсег-Ротенфелс е до женитбата си катедрален домхер в Страсбург. След това той е императорски дворцов камера-президент и нидерландски държавен министър.
Албрехт фон Кьонигсег-Ротенфелс се жени за Мария Клара Филипина Фелицитас фон Мандершайд–Бланкенхайм (* 17 юли/септември 1667; † 17 август 1751), дъщеря на граф Салентин Ернст фон Мандершайд-Бланкенхайм (1630 – 1705) и втората му съпруга Юлиана Кристина Елизабет фон Ербах-Ербах (1641 – 1692). Най-малката му сестра Мария Йохана фон Кьонигсег-Ротенфелс (1679 – 1755) се омъжва за нейния брат граф Франц Георг фон Мандершайд-Бланкенхайм-Геролщайн (1669 – 1731).
Албрехт Евзебий Франц фон Кьонигсег-Ротенфелс умира на 23 май 1736 г. в Именщат на 67-годишна възраст.

## Деца
Албрехт Евзебий Франц фон Кьонигсег-Ротенфелс и Мария Клара Филипина Фелицитас фон Мандершайд–Бланкенхайм (1667 – 1751) имат 11 деца:
- Мария Елеонора (Катарина) фон Кьонигсег-Ротенфелс (22 юли 1695 – 6 октомври 1695)
- Карл Фердинанд фон Кьонигсег-Ротенфелс-Ерпс, маркиз фон Бойшот (1 ноември 1696 – 20 декември 1759), дипломат, женен за маркиза Хелена Хиацинта Валентина Терезия фон Бойшот (1694 – 26 май 1776)
- Франц Хуго фон Кьонигсег-Ротенфелс (20 октомври 1698 – 25 януари 1771/1772), наследник на графството, женен за графиня Мария Франциска фон Хоенцолерн-Хайгерлох (22 февруари 1697 – 29 март 1767)
- Йозеф Мария Зигисмунд фон Кьонигсег-Ротенфелс (10/16 юли 1700 – 7 февруари 1756)
- Мария Кристина Йозефа фон Кьонигсег-Ротенфелс (2 април 1703 – 6 юни 1762, Бон), манастирска дама в имперския манастир Торн
- Анна Вилхелмина Мария фон Кьонигсег-Ротенфелс (13 юли 1704 – 27 март 1752), абатиса на „Св. Урсула“ в Кьолн
- Кристиан Мориц Евгений Франц фон Кьонигсег-Ротенфелс (24 ноември 1705 – 16 юли 1778, Виена), императорски фелдмаршал и ландкомтур на немския орден в Елзас-Лотарингия
- Анна Юлиана Филипина фон Кьонигсег-Ротенфелс (30 декември 1706 – ?)
- Максимилиан Фридрих фон Кьонигсег-Ротенфелс фон Кьолн (13 май 1708, Кьолн – 15 април 1784, Бон), архиепископ и курфюрст на Кьолн (1761 – 1784), княжески епископ на Мюнстер (1762 – 1784)
- Мария Елеонора фон Кьонигсег-Ротенфелс (4 юли 1711 – 15 декември 1766), омъжена на 26 февруари 1729 г. за наследствен труксес и граф Франц Ернст фон Валдбург-Цайл-Вурцах-Фридберг (7 декември 1704 – 5 април 1781)
- Мария София фон Кьонигсег-Ротенфелс († сл. 1709)